# ミセス・ダウト (ミュージカル)
『ミセス・ダウト』（原題: Mrs. Doubtfire）は、1987年のアン・ファインによる小説『 Alias Madame Doubtfire』を原作とする1993年の映画『ミセス・ダウト』を基にしたミュージカル。弟ケイリーと兄ウェインのカークパトリック兄弟が作詞作曲、ケイリーおよびジョン・オファレルが脚本を担当した。

## 背景
2015年、アラン・メンケンが作曲、デイヴィッド・ジペルが作詞、映画版でフランク役を演じたハーヴェイ・ファイアスタインが脚本を担当してミュージカル化の制作が開始していた。2013年にプロデューサーのケヴィン・マコラムは「ニューヨーク・タイムズ」紙に『ミセス・ダウト』はブロードウェイ向きであると語っていた。しかし3年後、メンケンは制作陣が変更となったことが問題で制作中止となったと語った。にもかかわらず、2018年、マコラムはまだブロードウェイでのミュージカル版上演を目指していると語り、カークパトリック兄弟が作詞作曲、ジョン・オファレルとケイリー・カークパトリックが脚本を担当するという全く新たな制作陣となった。トニー賞受賞者のジェリー・ジャックスが演出を担当することとなった。
2019年5月16日および17日、ロブ・マクルア、ケイト・ボールドウィン、マリオ・カントン、ジェイク・ライアン・フリンが読み合わせに参加した。

## プロダクション
ジェリー・ザックスが演出、ロリン・ラタロが振付、イーサン・ポップが音楽監督、編曲、指揮を担当することとなった。ロブ・マクルアがダニエル・ヒラード / ミセス・ダウトファイア役、ジェン・ガンベイティスがミランダ・ヒラード役、エイヴリー・セルがナタリー・ヒラード役、J・ハリソン・ギーがアンドレ役、マーク・エヴァンスがスチュワート・ダンマイア役、チャリティ・エンジェル・ドーソンがワンダ・セルナー役、ピーター・バートレットがミセス・ジョリー役に配役された。当初ジャネット・ランディ役に故ドリーン・モンタルヴォが配役されており、シアトル試験興行およびブロードウェイのプレビュー公演に3回出演していたが、2020年10月に急死した。

### シアトル
2019年、ワシントン州シアトルにあるフィフス・アベニュー・シアターにてワールド・プレミアとして、11月26日からプレビュー公演、12月13日から本公演が上演され、12月29日で閉幕の予定であったが好評につき2020年1月4日まで延長された。

### ブロードウェイ
2020年3月9日、スティーブン・ソンドハイム・シアターでプレビュー公演が開幕し、4月に本公演が開幕する予定であった。しかし3月12日、コロナウィルスの世界的蔓延によるニューヨーク州知事の要請によりブロードウェイ全公演が上演中止となった。2021年10月21日、プレビュー公演が再開され、12月5日に本公演が開幕した。2022年1月10日から4月14日、本作は再び上演中止となった。再開から1ヶ月後、2022年3月29日にプレビュー公演43回、本公演83回上演ののち閉幕することを発表した。

### マンチェスター
2021年11月5日、翌2022年9月2日から10月1日までイギリス・プレミアとしてマンチェスター・オペラ・ハウスで上演することを発表した 。評価は概ね好評であった。

### ロンドン
2022年11月15日、2023年5月12日よりロンドンのシャフツバリー・シアターで上演することが発表だれた。

## その他のパフォーマンス
2021年11月18日、朝の情報番組『グッド・モーニング・アメリカ』で楽曲「"Rockin' Now"」のパフォーマンスを行なった。

## 使用楽曲
Source: Playbill
| 第1幕 - "What's Wrong with This Picture" – リディア, ミランダ, ダニエル, アンサンブル - "I Want to Be There" – ダニエル - "Make Me a Woman" – ダニエル, アンドレ, フランク, アンサンブル - "What the Hell" – リディア, ナタリー, クリストファー - "The Mr. Jolly Show" – ミスター・ジョリー, アンサンブル - “Easy Peasy" – ダニエル, アンサンブル - "The Mr. Jolly Show” (Reprise) – ミスター・ジョリー, アンサンブル - "About Time" – ダニエル - "Rockin’ Now" – ダニエル, フランク, アンドレ, リディア, クリストファー, ナタリー, アンサンブル |  | 第2幕 - “Entr’acte” – オーケストラ - "The Shape of Things to Come" – ミランダ, 女性アンサンブル - "Big Fat No" – スチュワート, ダニエル, 男性アンサンブル - "Let Go" – ミランダ - "Clean Up This Mess" – ダニエル - "Playing with Fire" – ワンダ, アンサンブル - "He Lied to Me" – フラメンコ歌手, フラメンコ・ダンサー - "Just Pretend" – ダニエル, リディア - "As Long as There Is Love" – 全員 |

## 出演者
| 役                                          | ワークショップ (2019年)          | シアトル (2019年)                | ブロードウェイ (2021年)          | マンチェスター (2022年)                                                          | ロンドン (2023年)                |
| ------------------------------------------- | -------------------------------- | -------------------------------- | -------------------------------- | -------------------------------------------------------------------------------- | -------------------------------- |
| ダニエル・ヒラード / ミセス・ダウトファイア | ロブ・マクルア                   | ロブ・マクルア                   | ロブ・マクルア                   | ゲイブリエル・ヴィック                                                           | ゲイブリエル・ヴィック           |
| ミランダ・ヒラード                          | ケイト・ボールドウィン           | ジェン・ガンベイティス           | ジェン・ガンベイティス           | ローラ・テバット                                                                 | ローラ・テバット                 |
| フランク・ヒラード                          | マリオ・カントン                 | ブラッド・オスカー               | ブラッド・オスカー               | キャメロン・ブレイクリー                                                         | キャメロン・ブレイクリー         |
| ミスター・ジョリー                          | ピーター・バートレット           | ピーター・バートレット           | ピーター・バートレット           | イアン・タルボット                                                               | イアン・タルボット               |
| ワンダ・セルナー                            | チャリティ・エンジェル・ドーソン | チャリティ・エンジェル・ドーソン | チャリティ・エンジェル・ドーソン | ヴァネッサ・フィッシャー                                                         | ケリー・アグボウ                 |
| スチュワート・ダンマイア                    | マーク・エヴァンス               | マーク・エヴァンス               | マーク・エヴァンス               | ドミニク・アンダーソン                                                           | サミュエル・エドワーズ           |
| アンドレ・メイエム                          | マイケル・ジェイムス・スコット   | J・ハリソン・ギー                | J・ハリソン・ギー                | マーカス・コリンズ                                                               | マーカス・コリンズ               |
| リディア・ヒラード                          | マロリー・ベクテル               | アナリス・スカパチ               | アナリス・スカパチ               | カーラ・ディクソン・ヘルナンデス                                                 | カーラ・ディクソン・ヘルナンデス |
| クリストファー・ヒラード                    | ジェイク・ライアン・フリン       | ジェイク・ライアン・フリン       | ジェイク・ライアン・フリン       | ジョージ・ニーム・スチュアート チャーリー・タンブリッジ フレッド・ウィルコックス | tba                              |
| ナタリー・ヒラード                          | エイヴリー・セル                 | エイヴリー・セル                 | エイヴリー・セル                 | ジェシカ・ボウマン ダーシー・ディーン アンジェリカ・パール・スコット             | tba                              |
| ジャネット・ランディ                        | ドリーン・モンタルヴォ           | ドリーン・モンタルヴォ           | ジョディ・キムラ                 | アイーシャ・ナオミ・ピース                                                       | ミチャ・リチャードソン           |
| フラメンコ歌手                              | アリーナ・ウォターズ             | アリーナ・ウォターズ             | アリーナ・ウォターズ             | リサ・マシーソン                                                                 | リサ・マシーソン                 |

## 受賞歴
| 年   | 賞                       | 部門                       | ノミネート者                                          | 結果       |
| ---- | ------------------------ | -------------------------- | ----------------------------------------------------- | ---------- |
| 2022 | ドラマ・デスク・アワード |                            |                                                       |            |
| 2022 | ドラマ・デスク・アワード | ミュージカル主演男優賞     | ロブ・マクルア                                        | ノミネート |
| 2022 | ドラマ・デスク・アワード | ウィッグ・ヘア・デザイン賞 | デイヴィッド・ブライアン・ブラウン                    | 受賞       |
| 2022 | 海外批評家サークル賞     | 新作ミュージカル作品賞     | 新作ミュージカル作品賞                                | ノミネート |
| 2022 | 海外批評家サークル賞     | ミュージカル主演男優賞     | ロブ・マクルア                                        | ノミネート |
| 2022 | 海外批評家サークル賞     | ミュージカル演出賞         | ジェリー・ザックス                                    | ノミネート |
| 2022 | 海外批評家サークル賞     | ミュージカル脚本賞         | ケイリー・カークパトリック ジョン・オファレル         | ノミネート |
| 2022 | 海外批評家サークル賞     | 楽曲賞                     | ケイリー・カークパトリック ウェイン・カークパトリック | ノミネート |
| 2022 | 海外批評家サークル賞     | 衣裳デザイン賞             | キャサリン・ズバー                                    | ノミネート |
| 2022 | トニー賞                 | ミュージカル主演男優賞     | ロブ・マクルア                                        | ノミネート |